# Nadezhda Fiódorova
Nadezhda Fiódorova –en ruso, Надежда Фёдорова– (Cheboksary, 21 de febrero de 1992) es una deportista rusa que compite en lucha libre, ganadora una medalla de bronce en el Campeonato Europeo de Lucha de 2014, en la categoría de 48 kg.

## Palmarés internacional
| Campeonato Europeo | Campeonato Europeo | Campeonato Europeo | Campeonato Europeo |
| Año                | Lugar              | Medalla            | Categoría          |
| ------------------ | ------------------ | ------------------ | ------------------ |
| 2014               | Vantaa (Finlandia) | Medalla de bronce  | 48 kg              |